# Ucal-Henri Dandurand
Pour les articles homonymes, voir Dandurand.
Ucal-Henri Dandurand (né Joseph Henri Louis Ucal Dandurand à Montréal en 1866 et mort en 1941) était un homme d'affaires et promoteur immobilier montréalais.

## Biographie
Ucal-Henri Dandurand naît le 4 octobre 1866 à Montréal, fils d'un père francophone, Anthime Dandurand (1830-1878), charpentier, et d'une mère écossaise, Rosa Phillips (1834-1924), ce qui le rend ainsi parfaitement bilingue. C'est en investissant dans l'immobilier, qu'il fait sa place dans la bourgeoisie montréalaise. 
Le 18 novembre 1890, Ucal-Henri Dandurand se marie avec Blanche Taillefer Giroux (1869-1932), fille de Napoléon Taillefer et d'Emma Giroux, avec qui il aura onze enfants: Rose-Blanche, Henri, Hector, Edgar, Paul, Agathe, Gérard, Géraldine, Georges, Edouard et Thérèse.

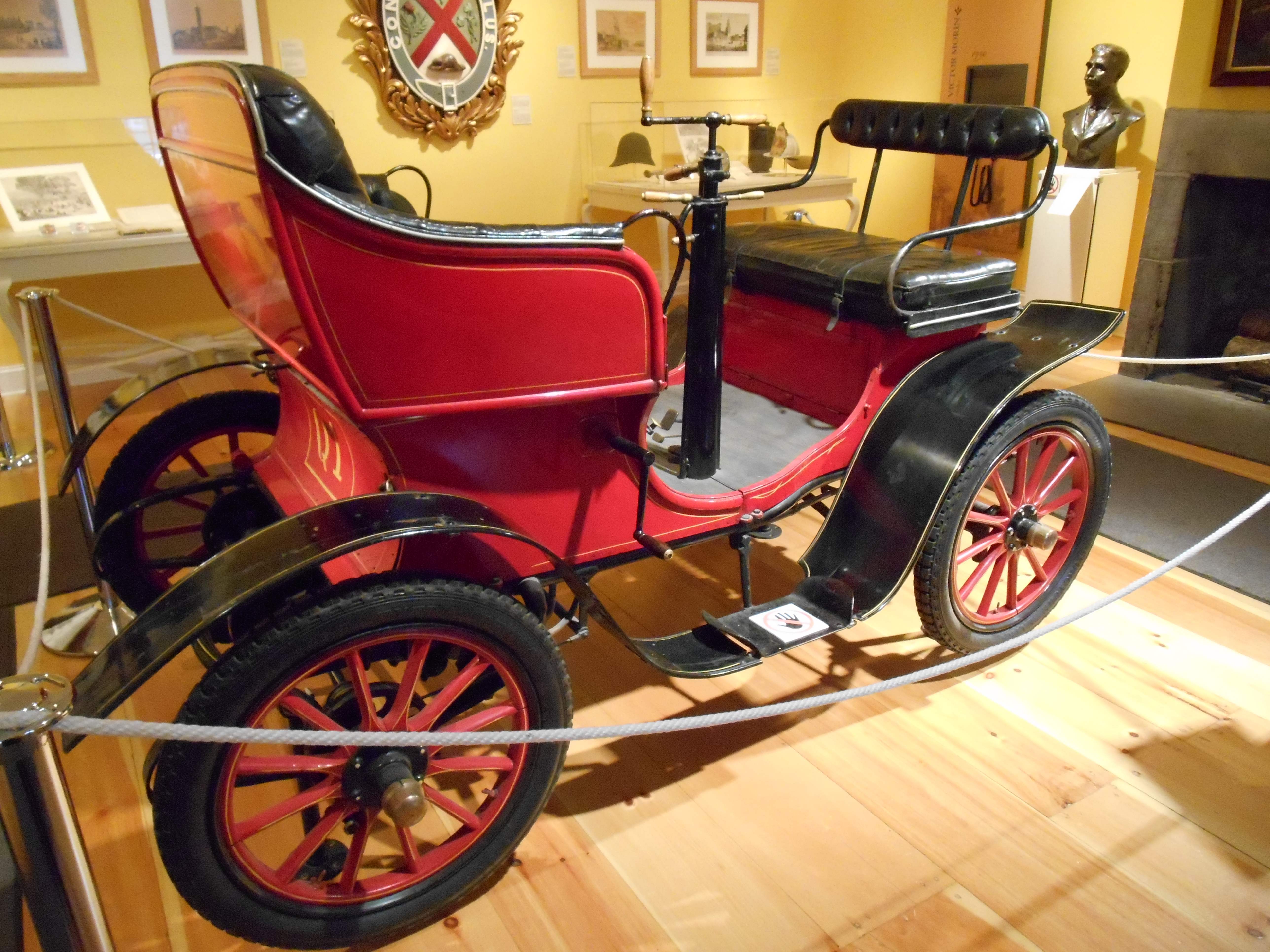
Automobile De Dion-Bouton achetée par Ucal-Henri Dandurand en 1903, exposée au Château Ramezay

Il fut le premier propriétaire d'un véhicule automobile à circuler dans les rues de Montréal le 21 novembre 1899, avec une voiture de marque Waltham propulsée à la vapeur,, mais c'est avec sa voiture de marque De Dion-Bouton à banquettes (construite en France en 1902 et importée à Montréal en 1903) qu'il fit fort impression. En 1906, c’est le premier véhicule à moteur immatriculé au Québec sous le numéro Q1 peint sur l'arrière par son propriétaire.

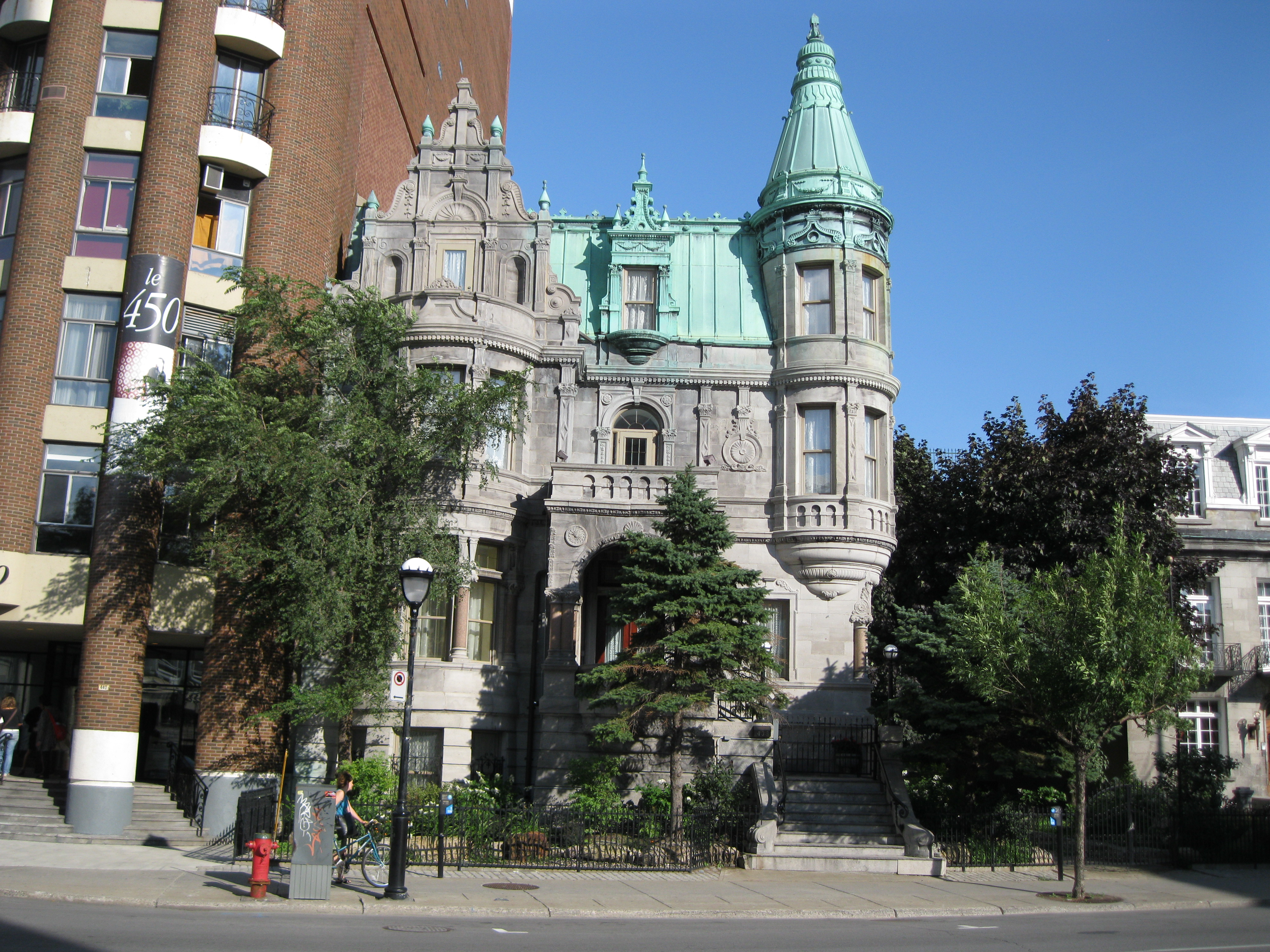
La famille Dandurand habita la maison Arthur-Dubuc, au 434, rue Sherbrooke Est, de 1912 à 1920.

En 1904, il est candidat à la mairie mais est défait par Hormidas Laporte par 12 000 voix. Comme la plupart des bourgeois de cette époque, Dandurand ne limite pas sa participation aux seules affaires. Catholique actif, on le retrouve parmi les organisateurs locaux du Congrès eucharistique de Montréal de 1910.  Toujours en 1910, il devient  conseiller municipal de Saint-Jacques où il sera élu. La famille Dandurand habite les quartiers aisés de la ville : d'abord le Mille carré doré, où vivent les hommes les plus influents du Canada, et par la suite la rue Sherbrooke, où s'installe surtout la bourgeoisie francophone.
Il est ortement associé au développement de Rosemont. En effet, il est  associé à Herbert Holt, riche et puissant financier à la tête de la Montreal Light, Heat and Power Company, pour le développement résidentiel de Rosemont. On lui doit d'ailleurs une nouvelle technique de vente, la vente à tempérament, permettant aux candidats désireux d'accéder à la propriété de le faire en répartissant l'achat d'un lot en plusieurs paiements. Le secteur serait d'ailleurs nommé d'après le prénom de sa mère. 
Il fait ériger en 1913 la première tour à bureaux de l'est de Montréal, l'édifice Dandurand, haut de dix étages, au coin sud-ouest des rues Sainte-Catherine et Saint-Denis. Il est toujours en place.
Il meurt à Westmount le 26 juillet 1941, à l'âge de 74 ans.

## Source
- Site web de la Ville de Montréal

## Honneur
La rue Dandurand de Montréal honore sa mémoire.